# 적벽대전 2: 최후의 결전
《적벽대전 2: 최후의 결전》(赤壁2：决战天下)은 적벽대전: 거대한 전쟁의 시작과 바로 내용이 이어지는 후속작이다. 전편이 적벽대전의 초반부를 다루었다면, 이번 편에서는 본격적으로 적벽대전이 진행되어 마무리되는 내용을 다루고 있다. 감독은 오우삼이며 출연진들은 전편과 동일하다. 대한민국에서는 2009년 1월 22일에 개봉하였다.

## 출연

### 주연
- 양조위
- 카네시로 타케시
- 장풍의
- 장첸
- 자오웨이
- 후준
- 나카무라 시도
- 린즈링

### 조연
- 유융
- 허우융
- 퉁다웨이
- 송가
- 쑨춘
- 장징추
- 강동
- 구세훈
- 파삼찰포
- 장진성

## 한국어 더빙 성우진(MBC)
- 박일 - 조조 (장풍의)
- 안지환 - 주유 (양조위)
- 최원형 - 제갈량 (카네시로 타케시)
- 신성호 - 손권 (장진)
- 황일청 - 유비 (유융)
- 황윤걸 - 관우 (파삼찰포)
- 한상혁 - 장비 (짱진성)
- 이윤연 - 조자룡 (호군)
- 권혁수 - 노숙 (후용)
- 전수빈 - 감흥 (나카무라 시도)
- 최수진 - 소교 (린즈링)
- 윤성혜 - 손상향 (조미)
- 김용식 - 해설
- 김태훈
- 박태호
- 전국근
- 김명수
- 이우신
- 김동현
- 이진홍
- 박선영
- 김두희
- 양준건
- 유상우